# Международный университет Монако
Международный университет Монако (фр. Université Internationale de Monaco) — частный университет Монако, предлагающий учебные программы на английском языке. Он является членом образовательной группы Omnes (INSEEC) и расположен в Монегетти. Университет является партнёром Фонда принца Альберта II.
Степень магистра делового администрирования Университета аккредитована Ассоциацией MBA.

## Международное сотрудничество
Международный университет Монако является членом ряда международных организаций:
- Ассоциация развития университетских школ бизнеса
- Европейский фонд развития менеджмента
- Принципы обучения ответственному менеджменту
- Ассоциация международных педагогов
- Европейский совет международных школ

## Международные рейтинги
- The Economist — Full Time MBA ranking : 62 место (2018)[4].
- QS World University Rankings — Global MBA Rankings : 141-150-е место (2018)[5].
- CNN Expansión[англ.] — Los Mejores MBA : 65-е место (2018)[6].
- Poets & Quants — List of the Top International MBA Programs: 63-е место (2017)[7].

## Известные выпускники
- Марлен Арнуа[англ.], MBA, 2020